# Видони (деревня)
Видони — деревня в Солецком районе Новгородской области.

## География
Находится в западной части Новгородской области на расстоянии приблизительно 32 км на запад по прямой от железнодорожного вокзала станции Сольцы.

## История
Деревня отмечалась еще на карте 1840 года как Видана. В 1859 году здесь (территория Лужского уезда Санкт-Петербургской губернии) был учтен 61 двор в деревне Большие Видони и 3 в деревне Малые Видони. В советское время работали колхозы «Равенство» и «Путь к коммунизму». До Великой Отечественной войны в деревне была большая Александро-Невская церковь. До 2020 года входила в состав Дубровского сельского поселения до его упразднения.

## Население
Численность населения: 337 человек в Больших Видонях и 40 в Малых (1859 год), 36 (русские 97 %) в 2002 году, 16 в 2010.